# Konrad Dąbkowski
Konrad Dąbkowski (16 februari 1989) is een Pools voormalig wielrenner die onder andere uitkwam voor ActiveJet Team.

## Belangrijkste overwinningen
2012
5e etappe Bałtyk-Karkonosze-Tour
2013
Memorial Andrzeja Trochanowskiego
6e etappe Baltyk-Karkonosze-Tour
3e etappe Koers van de Olympische Solidariteit
2014
2e etappe Memorial im. J. Grundmanna J. Wizowskiego
1e etappe Koers van de Olympische Solidariteit
Puchar Ministra Obrony Narodowej

## Ploegen
- 2012 –  BDC-Marcpol Team
- 2013 –  BDC-Marcpol Team
- 2014 –  ActiveJet Team
- 2015 –  ActiveJet Team

Bernas · Bodnar · Brylowski · Dąbkowski · Ezquerra · Franczak · González · Gradek · Mickiewicz · Muntaner · Owsian · Podlaski